# ميخائيل بنجامين (خبير مالي)
ميخائيل بنجامين (بالإنجليزية: Michael Benjamin)‏ هو خبير مالي أمريكي، ولد في 1 نوفمبر 1969 في نيويورك في الولايات المتحدة.